# Аналема
Аналема в астрономията е представяне на разликите между осредненото астрономическо време и показанията на слънчев часовник. По-ранното значение на думата е „ортографска проекция“ – метод, чрез който може да бъде изобразявано тримерно движение в двумерна плоскост. Диаграмата, която представя наблюдаемото положение на слънцето или съответно сянката, хвърляна от подходящ предмет, построена за фиксиран час в течение на една година, има формата на „осмица“. Именно тази крива често бива наричана аналема.
Използването на механичен или друг надежден уред за отчитане на времето разкрива, че наблюдаемото движение на слънцето показва нерегулярност: например, ако е избран часът 12:00:00, констатира се, че положението на слънцето, в зависимост от сезона, е малко пред или малко след максималното му издигане. Констатацията е валидна и за всеки друг избран час, но тогава положенията на слънцето се отклоняват от правата, върху която би следвало да се намират в течение на годината.
Явлението е обяснимо с три фактора: ексцентрицитета на земната орбита, разположението на равноденствените точки, и наклона на земната ос. Аналемата е проекция от пространствено движение твърдо свързано със земната ос, т.е. нейното собствено.
Същото явление се открива и на други планети, но в зависимост от комбинацията на факторите очертанието има специфична форма. Например за Марс слънчевата аналема има формата на капка.
Разликите между астрономическото усреднено време и слънчевото задават т.нар. уравнение на времето. Максималната стойност, която то приема, е от около 16 мин. (1/4 час), което се наблюдава като отклонение от около 4 градуса (360/24х1/4). Тези величини се подават на регистриране и с несъвършени средства, за което има свидетелства още във Вавилон. Усъвършенстването на калибровката за слънчевите часовници е довело за разработването на теорията за проекциите и в съчиненията на Витрувий се описана аналематичната конструкция. Клавдий Птолемей е автор на книга За Аналемата, от която са известни само откъси.